# Mogera tokudae
Mogera tokudae is een zoogdier uit de familie van de mollen (Talpidae). De wetenschappelijke naam van de soort werd voor het eerst geldig gepubliceerd in 1940 door Nagamichi Kuroda.

## Voorkomen
De soort komt voor op het Japanse eiland Sado.